# 萨维尼勒塞克
萨维尼勒塞克（法語：Savigny-le-Sec，法語發音：[saviɲi lə sɛk]）是法国科多尔省的一个市镇，属于第戎区。

## 地理
萨维尼勒塞克（47°25'49"N, 5°3'11"E）面积9.34 平方千米，位于法国勃艮第-弗朗什-孔泰大區科多尔省，该省份为法国中东部省份，北起奥布省，西接涅夫勒省和约讷省，南至索恩-卢瓦尔省，东南接汝拉省，东临上索恩省，东北部与上马恩省接壤。
与萨维尼勒塞克接壤的市镇（或旧市镇、城区）包括：埃帕尼、马尔萨奈勒布瓦、梅西尼和旺图、诺尔日城、索西。

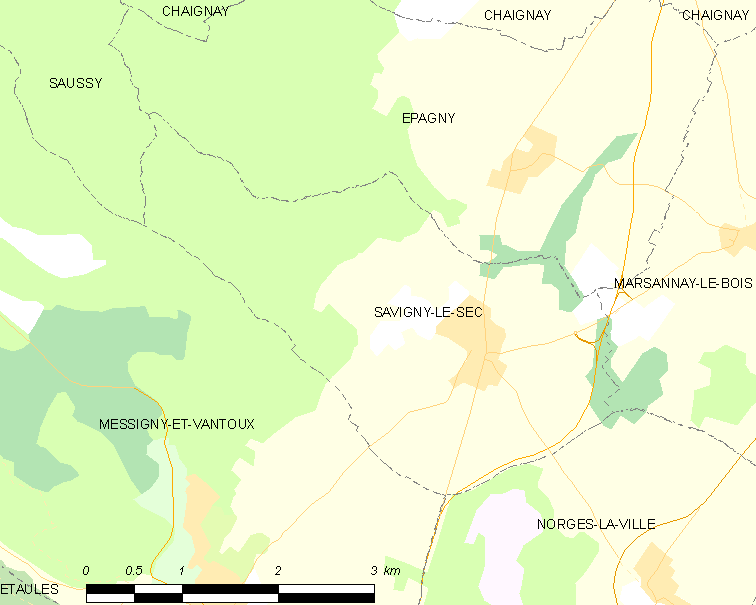
萨维尼勒塞克的OSM定位图

萨维尼勒塞克的时区为UTC+01:00、UTC+02:00（夏令时）。

## 行政
萨维尼勒塞克的邮政编码为21380，INSEE市镇编码为21591。

## 政治
萨维尼勒塞克所属的省级选区为方丹莱第戎县。

## 人口

1962-2008年间萨维尼勒塞克人口变化图示

萨维尼勒塞克于2022年1月1日时的人口数量为883人。